# Múltiplos parceiros sexuais
Múltiplos parceiros sexuais (MPS) é a medida e a incidência de se envolver em atividades sexuais com duas ou mais pessoas dentro de um período de tempo específico. A atividade sexual envolvendo MPS pode ocorrer simultaneamente ou de forma seriada. MPS inclui atividade sexual entre pessoas de gêneros diferentes ou do mesmo gênero.
O termo poliamoroso é um comportamento e não uma medida que descreve múltiplos relacionamentos sexuais simultâneos.
Jovens que tiveram MPS no último ano são um indicador utilizado pelos Centros de Controle e Prevenção de Doenças (CDC) na avaliação de comportamento sexual de risco em adolescentes e uma ferramenta no monitoramento das mudanças nas taxas de infecção e mortes por HIV/AIDS em todo o mundo.

## Definições e quantificação
Epidemiologistas e clínicos que quantificam os riscos associados ao MPS o fazem para identificar aqueles que tiveram relações sexuais com mais de um parceiro nos últimos 12 meses. Para os propósitos do esforço da Organização Mundial da Saúde (OMS) para eliminar a infecção pelo HIV, a quantificação mede o progresso na redução da porcentagem de indivíduos com AIDS. A Organização Mundial da Saúde (OMS) descreveu sua justificativa assumindo que a disseminação do HIV na maioria dos locais depende do número de MPS. Aqueles que apresentam MPS possuem um risco maior de transmissão do HIV do que indivíduos que não possuem múltiplos parceiros sexuais.
A OMS utiliza indicadores, como MPS, idade, mortalidade, morbidade, localização geográfica e sinais e sintomas da doença. Isso é feito para que a mudança possa ser medida e para que o efeito dos indicadores seja avaliado.
Após a quantificação inicial do número de MPS, o entrevistado é novamente pesquisado três e, depois, cinco anos mais tarde. Além da pesquisa, as histórias sexuais dos entrevistados são obtidas. A análise auxilia os responsáveis pelo estudo a verificar e a definir melhor o termo MPS.
Para o indicador MPS, a OMS definiu um resumo do que ele mede, a justificativa para o indicador, numerador, denominador e cálculo, as ferramentas de medição recomendadas, a medição, a frequência e os pontos fortes e fracos do indicador.
A definição de MPS pela OMS possui alguns pontos fortes e fracos. A quantificação é um indicador e uma representação dos níveis de sexo de maior risco em um local. Se os entrevistados alterarem sua atividade para ter apenas um parceiro sexual, a mudança será quantificada pelas alterações no indicador. Essa desvantagem é que, embora um entrevistado possa reduzir o número de MPS em um período de 12 meses, o indicador não refletirá essa mudança na atividade sexual. Ainda assim, a diminuição do número de MPS pode não indicar uma mudança. Potencialmente, essa definição e quantificação podem ter um impacto significativo na pandemia do HIV e serem utilizadas como medida do sucesso do programa. A OMS recomenda que sejam adotados indicadores adicionais que quantifiquem o MPS de forma mais precisa para capturar a redução dos múltiplos parceiros sexuais em geral. De acordo com o Sistema de Vigilância de Comportamento de Risco entre Jovens do CDC, ter múltiplos parceiros sexuais foi quantificado para significar que indivíduos com idade maior ou igual a 25 anos tiveram quatro ou mais parceiros sexuais em um ano.

## Outros exemplos
Epidemiologistas na Tanzânia utilizaram o indicador MPS em seu estudo sobre a incidência de AIDS entre jovens de 15 a 19 anos, documentando o entrevistado como sexualmente ativo e com MPS nos últimos 12 meses.

## História social (medicina)
Um histórico médico completo inclui uma avaliação do número de parceiros sexuais que uma pessoa teve dentro de um determinado período.
Um histórico social (abreviado "SocHx") é aquela parte de um exame médico que aborda aspectos familiares, ocupacionais e recreativos da vida pessoal do paciente que podem ter importância clínica. MPS é apenas a descrição do comportamento em termos clínicos. Promiscuidade pode significar que um julgamento moral é feito, pois algumas partes das sociedades promovem que a atividade sexual ocorra apenas dentro de relacionamentos exclusivos, monogâmicos e comprometidos. É frequentemente assim que os pesquisadores definem os níveis de promiscuidade de uma sociedade em um determinado momento. MPS aumenta o risco de muitas doenças e outras condições.
O CDC, no passado, quantificou MPS para adolescentes com as seguintes descrições:[carece de fontes?]
- Nunca ter tido relação sexual (sem MPS)
- Ter múltiplos parceiros sexuais, definido como ter tido quatro ou mais parceiros sexuais durante a vida
- Atividade sexual foi definida como ter tido relação sexual nos últimos 3 meses[10]

Alguns clínicos definem MPS também levando em conta relacionamentos sexuais simultâneos.

## Pesquisas
A probabilidade de desenvolver abuso ou dependência de substâncias aumenta linearmente com o número de parceiros sexuais, um efeito mais pronunciado em mulheres. Pessoas que têm um maior número de parceiros sexuais não apresentam taxas mais altas de ansiedade ou depressão. Uma Pesquisa Global de Sexo da Durex constatou que homens na Nova Zelândia relataram, em média, 44 parceiros sexuais ao longo de sua vida.

## Riscos à saúde
MPS aumenta o risco de desenvolver vaginose bacteriana. MPS pode resultar em um risco maior de contrair HIV para mulheres grávidas. O HIV está fortemente associado à presença de MPS. Ter múltiplos parceiros sexuais está associado a maiores incidências de ISTs.
Estratégias de prevenção de doenças incluem aconselhamento intensivo daqueles que se enquadram na definição de múltiplos parceiros sexuais.
Na Jamaica, uma das principais associações que contribuem para a epidemia de AIDS/HIV é o comportamento de risco de ter múltiplos parceiros sexuais. Uma Pesquisa de Vigilância Comportamental de 2004 demonstrou que 89 por cento dos homens e 78 por cento das mulheres, com idades entre 15 e 24 anos, tiveram relações sexuais com um parceiro não casado ou não coabitante nos 12 meses anteriores. Cinquenta e seis por cento dos homens e 16 por cento das mulheres tiveram múltiplos parceiros sexuais nos 12 meses anteriores.
Na África Subsaariana, viajar e a riqueza são fatores de risco para se envolver em atividades sexuais com múltiplos parceiros sexuais.